# Багатойське газоконденсатне родовище
Багатойське газоконденсатне родовище — газоконденсатне родовище, що належить до Руденківсько-Пролетарського нафтогазоносного району Східного нафтогазоносного регіону України.

## Опис
Розташоване в Дніпропетровській області на відстані 8 км від селища Перещепине.
Знаходиться в південно-східній частині південної прибортової зони Дніпровсько-Донецької западини.
Структура виявлена в 1955 р. і являє собою по поверхні девону брахіантикліналь півн. простягання розмірами 2,7х1,7 м, амплітуда 50 м. У турнейському розрізі її амплітуда зменшується до 25 м, а у відкладах нижнього візе фіксується лише структурний ніс.
Перший промисловий приплив газу отримано з карбонатних порід турнейського ярусу з інт. 4520-4567 м у 1973 р.
Поклади пластові, склепінчасті, тектонічно екрановані та літологічно обмежені. Режим покладів газовий. Запаси початкові видобувні категорій А+В+С1: газу — 10970 млн. м³.